# 张燧
张燧（?—?），字和仲，明代湖南潇湘人。
家富裕，與邹元标友好，然不事生產，好史學，书房称“稽古堂”，常“命仆载纸笔自随，有省辄识之，虽藩溷不释”。明亡后，寓居日本，卒於日本。著有《千百年眼》十二卷。